# À la recherche du mari de ma femme
Pour plus de détails, voir Fiche technique et Distribution.
À la recherche du mari de ma femme est un film marocain réalisé par Mohamed Abderrahman Tazi en 1993.

## Synopsis
Le réalisateur se penche avec humour sur sa propre enfance, alors que petit garçon, fils d’un père bigame et petit-fils d’un grand-père polygame, il grandissait au sein d’un harem heureux. C’est là qu’avec les femmes, les enfants et les servantes, il a partagé les joies, les peines et les conflits de toute une communauté sous l’œil tantôt sévère, tantôt cajoleur du Maître. Devenu adulte le cinéaste se souvient avec nostalgie de ce temps de douceur. « Et comme je ne suis pas polygame, j’ai considéré que la meilleure façon pour moi de secouer les idées préconçues était de raconter une histoire légère où la pointe d’humour et le bon mot se substituent à l’analyse et où les personnages sont affectueusement croqués. C’est ma manière à moi de dénoncer en amusant ».

## Fiche technique
- Réalisation : Mohamed Abderrahmane Tazi
- Production : Arts Techniques Audiovisuels
- Scénario : Farida Benlyazid
- Photographie : Federica Ribes
- Son : Chritian Baldos
- Musique : Abdelwahab Doukkali
- Montage : Kahéna Attia

## Distribution
- El Bachir Skirej
- Mouna Fettou
- Amina Rachid
- Naima Lemcherqui
- Ahmed Taïeb El Alj

## Récompenses
- Festival Cinemed de Montpellier, 1993
- Festival des films du monde de Montréal, 1993
- Journées cinématographiques de Carthage, 1994
- Festival national du film marocain de Tanger, 1995
- Festival panafricain du cinéma et de la télévision de Ouagadougou, 1995